# ابیگیل کلایتون
ابیگیل کلایتون (به انگلیسی: Abigail Clayton) (با نام تولد: گیل لورنس) یکی از مشهورترین هنرپیشگان دههٔ ۱۹۷۰ فیلم‌های پورنوی آمریکایی است که دارای شهرتی جهانی است.
او در سال ۱۹۷۶ فعالیت حرفه‌ای خود را در این ژانر شروع کرد و تا سال ۱۹۸۵ در این حرفه به فعالیت پرداخت. او در ۳۷ فیلم‌های پورنو (۱۵ فیلم اصلی و ۲۲ فیلم غیراصلی) به بازی پرداخته است و از انگشت‌شمار بازیگران این ژانر خاص است که در ۳ فیلم معمولی نیز به ایفای نقش پرداخته است.
وی در سال ۲۰۰۸ به عنوان عضوی از تالار مشاهیر ایکس‌آرسی‌او معرفی شد.